# Zostérops à tête rayée
Heleia squamiceps
Espèce
Statut de conservation UICN

 LC  : Préoccupation mineure
Le Zostérops à tête rayée (Heleia squamiceps) est une espèce de passereau endémique d'Indonésie appartenant à la famille des Zosteropidae.

## Sous-espèces
D'après Alan P. Peterson, il existe 6 sous-espèces :
- Lophozosterops squamiceps analogus  (Stresemann, 1932)
- Lophozosterops squamiceps heinrichi  (Stresemann, 1931)
- Lophozosterops squamiceps squamiceps  (Hartert, 1896)
- Lophozosterops squamiceps stachyrinus  (Stresemann, 1932)
- Lophozosterops squamiceps stresemanni  (Van Marle, 1940)
- Lophozosterops squamiceps striaticeps  Riley, 1918